# Spoonie Gee
Gabriel Jackson, auch bekannt unter seinem Künstlernamen Spoonie Gee (geboren am 27. Mai 1963 in Harlem, New York City) ist ein US-amerikanischer Rapper. Er gilt als einer der frühesten Rap-Künstler und einer der wenigen die in den 1970er Jahren Rap-Platten veröffentlicht haben. Spoonie Gee soll für die Entstehung des Begriffs Hip-Hop verantwortlich sein und die Thematik seiner Musik gilt als Vorläufer des Gangsta-Rap.

## Karriere
Schon als Kind erhielt Jackson den Spitznamen „Spoonie“ (auf Deutsch Löffelchen), weil der Löffel das einzige Utensil war, mit dem er aß. Als er 12 Jahre alt war, starb seine Mutter und er zog zu seinem Onkel, dem Plattenproduzenten Bobby Robinson. In der Wohnung von Robinson begann er zu rappen.
Jackson’s erste Aufnahme kam zustande, als Peter Brown den Plattenladen von Robinson besuchte und erwähnte, dass er eine Rap-Platte aufnehmen wolle Robinson schlug den Namen seines Neffens Spoonie vor. Der Track „Spoonin‘ Rap“ wurde aufgenommen und wurde unter Browns Label Sound of New York, USA imprint, veröffentlicht. Der Text des Songs enthielt Anspielungen auf den Knast und mit einem Echo auf den Gesang, was später im Gangsta-Rap üblich wurde. Spoonie Gee erhielt den Titel des „ursprünglichen Gangsta-Rappers“.
Daraufhin produzierte er für Robinson´s Enjoy! Records, sein erster Release für das Label war ähnlich minimalistischer Song namens "Love Rap" veröffentlicht auf der B-Seite von Treacherous Three´s "New Rap Language", welches zu seinem Spitznamen "The Love Rapper" führte.
Jackson war zusammen mit L.A. Sunshine und Kool Moe Dee einer der Gründer von Treacherous Three. Obwohl der Rapper Special K als Gruppenmitglied hinzukam, als Jackson sie verließ, um seine erste Single aufzunehmen, nannte sich die Gruppe Spoonie Gee and the Treacherous Three als für eine Weile Jackson zurückkehrte, bevor er eine solo Karriere anstrebte.
Er verließ Enjoy! und ging zu Sugar Hill Records, wo er weitere Hits wie "Spoonie´s Back" und "Monster Jam" landete, wovon Letzteres eine Kooperation mit "the Sequence" war. 1985 ging er zum Label Aaron Fuchs Tuff City, bei welchem die meisten seiner späteren Songs veröffentlicht wurden, unter anderem der Song "That´s My Style", in welchem er dem Rapper Schoolly D vorwarf, sein Style zu kopieren. Mitte der 80er-Jahre arbeitete er ebenfalls in einem Rehabilitationcenter für Leute mit Lernschwächen. Seine Karriere stieg 1987 wieder an, als er sein Album "The Godfather of Rap", produziert von Marley Marl und Teddy Riley, veröffentlichte. Seine Karriere ist seit je her durch einigen Gefängnisaufenthalten unterbrochen worden.
Mitte der 90er wurde eine Sammlung seine Werke unter den Namen Godfather of Hip Hop veröffentlicht. 2005 kehrte er mit der EP The Boss Is Back zurück.
In 2008 wurde "Love Rap" als Rank 65 von VH1´s 100 Besten Hip Hop Songs geführt.

## Diskografie

### Alben
- The Godfather of Rap (1987), Tuff City
- Old and New Jams (1989), BCM (compilation)
- Old and New Jams/The Godfather (1993), BCM (compilation)
- Godfather of Hip Hop (1996), Ol' Skool Flava (compilation)

### Singles
- "Spoonin' Rap" (1979), Sound of New York
- "Love Rap" (1979), Enjoy! – B-side of Treacherous Three's "New Rap Language"
- "Monster Jam" (1980), Sugar Hill – Spoonie Gee Meets The Sequence
- "Spoonie Is Back" (1981), Sugar Hill
- "Re-Mix of Spoonie Rap" (1982), Heavenly Star
- "The Big Beat" (1983), Tuff City/Epic
- "Get Off My Tip" (1985), Tuff City
- "New Love Rap" (1985), Enjoy!
- "Street Girl" (1985), Tuff City
- "That's My Style"/"I'll Serve You Right" b/w "Take It Off " (1986), Tuff City
- "I'm All Shook Up" (1987), Tuff City
- "The Godfather" (1987), Tuff City
- "(You Ain't Just a Fool) You's an Old Fool" (1988), Tuff City
- "Mighty Mike Tyson" (1988), Tuff City
- "Spoonin' Rap" (1999), Ol' Skool Flava
- "Bodyrock" - Moby featuring Spoonie G (1999), Mute, V2
- The Boss Is Back EP (2005), New Sound of Harlem